# 聖布里厄主教座堂

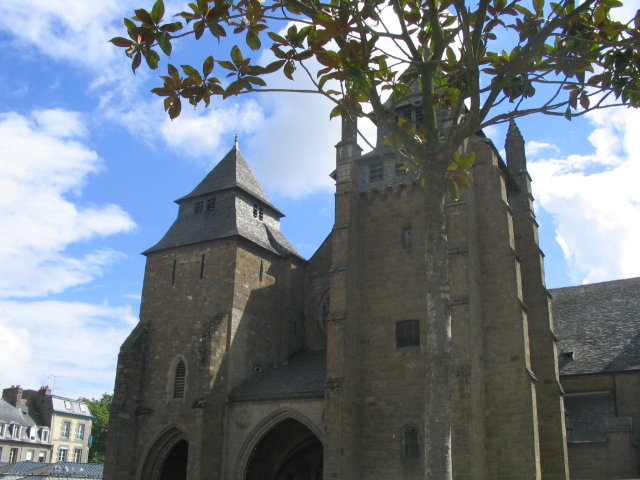
聖布里厄主教座堂

聖布里厄圣殿主教座堂（法語：Basilique-Cathédrale Saint-Étienne de Saint-Brieuc）是天主教聖布里厄教区的主教座堂、法国布列塔尼的国家古迹，位于聖布里厄。聖布里厄教区是布列塔尼的九个古老教区之一。
堂内仍保存有一些6世纪圣人圣彼厄（即聖布里厄）的圣髑。目前的建筑建于14-15世纪。